# Elisabet de França (reina)
Elisabet de França, (París, 1295- Norfolk, 22 d'agost del 1358) fou reina consort d'Anglaterra pel seu matrimoni amb Eduard II d'Anglaterra i regent del seu fill (1326-1330). Era germana dels reis francesos Lluís X, Felip V i Carles IV. Els seus contemporanis anglesos la van anomenar Lloba de França (Louve de France). El seu marit tenia predilecció per les seves amistats masculines, cosa que va provocar que Elisabet conspirés contra ell.

## Biografia
Elisabet fou la tercera i última de les filles de Felip IV de França i de la reina Joana I de Navarra. Es va casar amb el rei Eduard II d'Anglaterra a la ciutat de Boulogne-sur-Mer, després d'unes dures negociacions que duraren prop de 10 anys, el 25 de gener del 1308.
Des de la seva arribada a la cort anglesa fou aclamada per la seva bellesa. El cronista Jofré de París la va descriure com "la bella entre les belles...del regne i potser de tot Europa". Malgrat això, no va aconseguir atraure suficientment el seu marit que preferia la companyia del seu preferit de llavors, Piers Gaveston, tot i que la parella fou capaç de tenir quatre fills (se sap que la reina va patir, almenys, un avortament).
Amb els anys el rei s'inclinava cada vegada més cap als seus favorits, els Le Despenser (pare i fill) i Piers Gaveston, relegant a la reina. En una ocasió va arribar a abandonar-la a la seva sort en la perillosa localitat escocesa de Tynemouth. Miraculosament Elisabet va aconseguir escapar de les hosts de Robert Bruce i arribar a les costes angleses.
La reina menyspreava sobretot a Hug lee Despnser el Jove entre tots els favorits del seu marit. El 1321, embarassada del seu fill menor, Elisabet li va pregar dramàticament al seu espòs que desterrés per sempre del regne a Le Despenser. A la tardor va anar de pelegrinatge a Canterbury, però en passar pel castell de Leeds va ser atacada. El seu marit va contraatacar i així va començar la guerra dels barons. El rei havia exiliat Le Despenser, però ell va tornar i es va lluir lluitant a favor del rei. Eduard II el va compensar donant-li grans privilegis i, fins i tot van començar a conviure com a parella. Això va acabar per tornar a la reina totalment en contra seva. Elisabet va ajudar Roger Mortimer, baró de Wigmore, a escapar de la Torre de Londres, on el seu marit l'havia empresonat el 1323 per oposar-se als Le Despenser.
Ansiosa d'escapar del seu marit, Elisabet va trobar l'oportunitat ideal quan el rei Carles IV de França, el tercer dels seus germans en pujar al tron francès, li va cedir al seu cunyat Eduard II les seves possessions franceses, els ducats d'Aquitània i Guyena, el 1325. La reina es va oferir per anar a França a garantir la pau entre les dues nacions. Allà es va retrobar amb Mortimer i va esdevenir la seva amant. Assabentat d'això, el rei anglès va exigir el retorn de la seva esposa però Carles IV es va negar a expulsar la seva germana de França.
Elisabet i Roger Mortimer van abandonar la cort francesa l'estiu del 1326. Van marxar cap a la cort del comte Guillem III d'Hainaut, l'esposa del qual era cosina d'Elisabet. Hainaut els va donar l'ajuda armada que necessitaven a canvi del compromís matrimonial de la seva filla Felipa amb el futur rei Eduard III.

Recorregut d'Elisabet de França (1326).

El 21 de setembre del 1326, Elisabet i Mortimer, al comandament del seu exèrcit mercenari, van arribar a les costes de Suffolk. Eduard II va oferir recompensa pels caps de tots dos, però ja tot estava perdut per a ell: els seus aliats el van abandonar i els Le Despenser van ser assassinats. Finalment el rei anglès va ser capturat i obligat a abdicar a favor del seu fill el gener del 1327. Pel setembre d'aquest mateix any el deposat monarca va ser assassinat al castell de Berkeley, per ordre de la reina i Mortimer.
El jove Eduard III va ser coronat el 25 gener del 1327 i a partir d'aquest moment Elisabet va governar com a regent d'Anglaterra, conjuntament amb el seu amant, Mortimer. Però el nou monarca no va perdonar Mortimer haver-se fet amant de la seva mare i aquest en fou el motiu pel qual el jove Eduard va prendre el control del govern i va ordenar l'arrest de Mortimer el 1330. Malgrat els precs i llàgrimes d'Elisabet per la vida del seu amant, Mortimer va ser jutjat per traïció i penjat a Tyburn, el 29 novembre del 1330. Desgraciada en perdre el seu amor i el fill que esperava d'ell, Elisabet, ara reina mare, es va retirar de la cort per viure autodesterrada.
Isabel va ser confinada al castell de Rising (Norfolk), on va morir, després de prendre l'hàbit de clarissa, el 22 d'agost del 1358, als 67 anys. Va ser sepultada a l'església franciscana de Newgate a Londres amb el vestit de núpcies.

## Matrimoni i descendència
Isabel de França es casà amb Eduard II d'Anglaterra l'any 1308, els seus fills van ser:
- Eduard III d'Anglaterra 1312-77, que es casà amb Felipa d'Hainaut i França 1314-69 (descendent de Jaume I d'Aragó)
- Joan d'Eltham, primer comte de Cornwall 1316-36, que es va prometre a la comtessa Joana de Penthièvre 1319-1384.
- Elionor de Woodstock 1318-1355, que es casà amb el duc Reinould II de Guelders i Flandes 1295-1343 anomenat el Negre.
- Joana de la Torre de Londres 1321-1362, que es casà amb David II d'Escòcia.